# Сінан-реїс
Сінан-реїс (тур. Sinan Reis; араб. سنان ريس; івр. סנאן ראיס, ~1492-1549), відомий також, як єврей Сінан (порт. Sinão o Judeo) — берберським корсар XVI сторіччя, імовірно єврейського походження, плавав під керівництвом знаменитого османського адмірала Хай ад-Діна Барбаросси. Брав участь у кількох важливих битвах, зокрема у переможній для османів битві при Превезі.

## Походження
Хоча османські джерела зазвичай мовчають про його походження, більшість сучасних робіт стверджують, що він народився в сефардській єврейській родині, яка втекла з Іспанії чи Португалії і, можливо, перебралась до тодішньої османської Смірни (сучасний Ізмір), де народився Сінан.
Сінан став відомий як берберський корсар, які були північноафриканським аналогом європейських каперів або приватирів, і часто працювали на османську імперію, або й офіційно перебували в складі османського флоту. Відомі випадки, коли Андалузькі євреї після втечі або вигнання з Іберійського півострова в результаті іспанської реконкісти, оселялись в Магрибі і починали атакувати іспанське, а згодом Габсбурзьке судноплавство, що було одночасно помстою за релігійні переслідування інквізиції і досить дохідним бізнесом.
Хоча є й інші джерела, які стверджують, що епітет Сінана «єврей» не стосується його єврейського походження. Літописець шістнадцятого століття Франсіско Лопес Гомарра стверджував, що його назвали так, тому що він одного разу втік від зустрічі з християнськими кораблями, в той час, як редактор його тексту в дев'ятнадцятому столітті припускав, що саме інтерес до астрології приніс йому прізвисько.

## Біографія

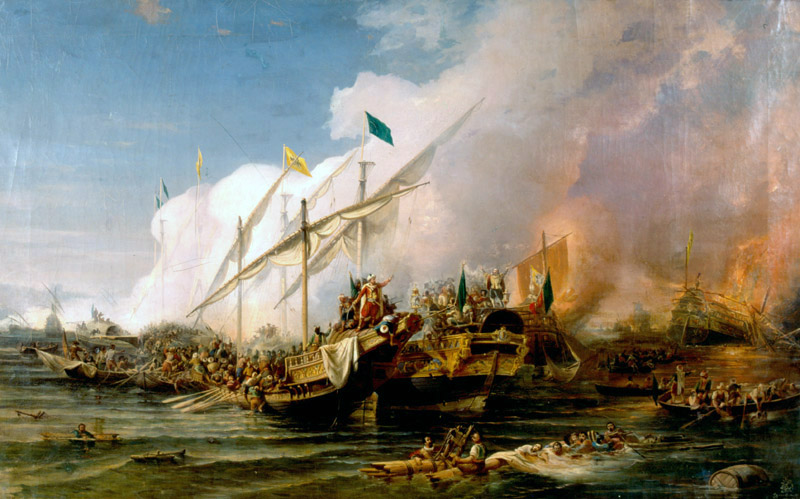
Загони Барбаросси Хайреддіна-паші перемагають Священну Лігу Карла V під командуванням Андреа Доріа в битві при Превезі в 1538 році. Внесок Сінан-реїса був важливим для здобуття перемоги Османським флотом.

Сінан базувався в середземноморських пунктах, включаючи Санторіні, і брав участь у кількох ключових битвах проти Іспанії та Священної Римської імперії, якими правив Карл V Габсбург.

Англійські державні документи 1533 року свідчать про його дії при згадці про флот Андреа Дорії під час захоплення Корона:
Щодо Корона, то кілька днів тому в Рим прийшла звістка, що Андреа Доріа дізнався про те, що знаменитий єврейський пірат підготував потужний флот для перехвату іспанських галер, які мають приєднатися до дев'ятнадцяти галер Доріа.
Його прізвисько «Великий єврей» з'являється у згадці 1528 року губернатором Португальської Індії, який помилково вважав, що саме Сінан був посланий Сулейманом Пишним на допомогу королю Калікуту.
Сінан під керівництвом знаменитого османського адмірала Хайреддіна Барбаросса взяв участь в битві при Превезі 1538 року проти об'єднаного європейського флоту на чолі з Андреа Доріа. Сінан запропонував висадити війська на мисі Акціум в гирлі Амбразійської затоки і розташувати на ньому османську артилерію. Спочатку Барбаросса не підтримував цю ідею, але згодом погодився і в підсумку вона виявилась важливою для забезпечення остаточної перемоги Османської імперії.
Близько 1540 року син Сінана був узятий у полон іспанцями і в кінцевому підсумку був переданий лорду Ельби, який охрестив його і виховав при дворі. Барбаросса зробив кілька невдалих спроб викупити сина Сінана. Під час плавання неподалік у 1544 році Барбаросса відправив посланця на Ельбу, щоб знову спробувати звільнити хлопчика. Лорд острова відповів, що його релігійні переконання забороняють віддавати християнина невірному. Розлютившись, Барбаросса висадив людей у Пьомбіно, розграбував місто і підірвав форт, після чого правитель погодився звільнити свого «хлопчика-фаворита». Звістка від Барбаросси досягла Сінана в Суеці на Червоному морі, де «Великий єврей» будував флот, щоб допомогти індійському правителю вигнати португальців.

## Помилкова атрибуція
Сінан-реїса часто плутають з іншим відомим османським адміралом того часу — Сінан-пашою (Сінануддін Юсуф-паша), який був капудан-пашею Османського флоту з 1550 по 1553 рік. Це належить до тверджень про участь Сінан-реїса в захопленні Триполі і призначення його капудан-пашею османського флоту. Деякі автори, наприклад Річард Зрехен йдуть далі і роблять подвійну помилку, вказуючи, що могила Сінан-реїса знаходиться на єврейському цвинтарі в Албанії. Скорше за все йдеться про могилу капудана Сінана-паші, який похований біля мечеті Міхрімах-султан в Ускюдарі в Стамбулі і автор плутає схожі турецькі слова, що означають міста Шкодер (тур. İşkodra) в Албанії і район Стамбула Ускюдар (тур. Üsküdar).